# Honkajoki
Honkajoki è stato un comune finlandese, avente 1836 abitanti a fine 2012, situato nella regione del Satakunta. Dal 1º gennaio 2021 è stato inglobato nella città di Kankaanpää. Ultimo amministratore fu Mauno Mäkiranta.